# Richwood (Ohio)
Richwood es una villa ubicada en el condado de Union en el estado estadounidense de Ohio. En el Censo de 2010 tenía una población de 2229 habitantes y una densidad poblacional de 671,84 personas por km².

## Geografía
Richwood se encuentra ubicada en las coordenadas 40°25′39″N 83°17′40″O / 40.42750, -83.29444. Según la Oficina del Censo de los Estados Unidos, Richwood tiene una superficie total de 3.32 km², de la cual 3.25 km² corresponden a tierra firme y (2.03%) 0.07 km² es agua.

## Demografía
Según el censo de 2010, había 2229 personas residiendo en Richwood. La densidad de población era de 671,84 hab./km². De los 2229 habitantes, Richwood estaba compuesto por el 98.34% blancos, el 0.45% eran afroamericanos, el 0.18% eran amerindios, el 0.04% eran asiáticos, el 0% eran isleños del Pacífico, el 0.09% eran de otras razas y el 0.9% pertenecían a dos o más razas. Del total de la población el 0.72% eran hispanos o latinos de cualquier raza.